# Tunel Bôrik
Tunel Bôrik je 999 m dlouhý dálniční tunel na dálnici D1 mezi obcemi Mengusovce a Jánovce na Slovensku. Byl slavnostně proražen 11. prosince 2007 a oficiálně předán do užívání 5. prosince 2009. Je veden pod vrchem Bôrik (992 m n. m.) v pohoří Kozie chrbty.

## Technické údaje

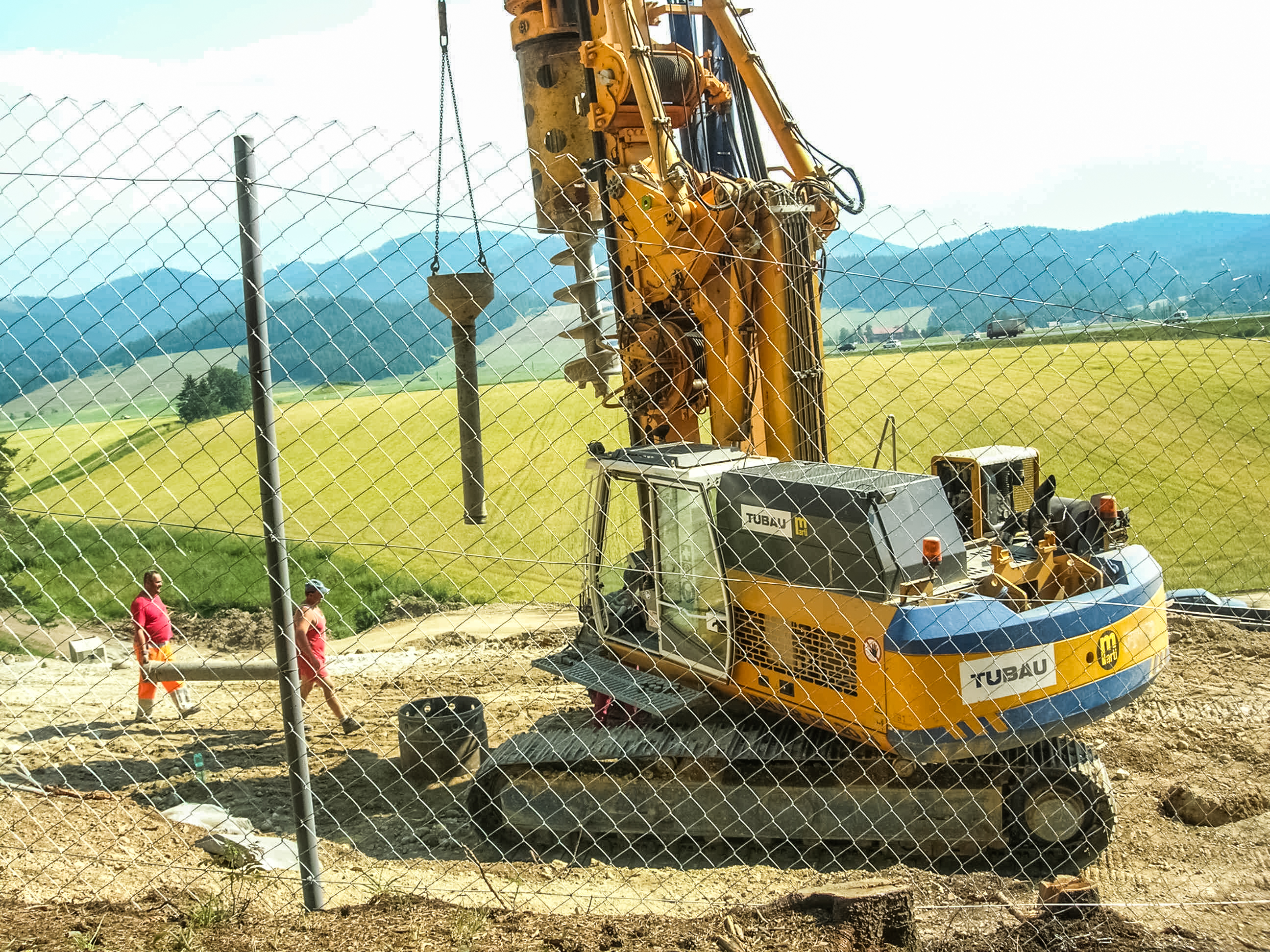
Razení tunelu (21. červenec 2006)

Tunel byl ražený tzv. Novou rakouskou tunelovací metodou (NRTM). Klesá směrem na východ se sklonem 1 % a vozovka je cementobetonová o šířce 7,5 metru. Po obou stranách vozovky jsou chodníky 1 m široké. Mezi technické vybavení tunelu mimo jiné patří i zařízení zajišťující příjem vysílání Slovenského rozhlasu a příjem signálu mobilních operátorů.
Tunel měl být projektován tak, aby "zajišťoval požadavky ochrany krajinného prostředí přírodní rezervace Bôrik v ochranném pásmu chráněné krajinné oblasti TANAP".
V říjnu 2014 se tunel stal prvním slovenským dálničním tunelem, kde je povolena přeprava nebezpečných látek.